# Daniel Willems
Daniel Willems (Herentals, 16 d'agost de 1956 - Vorselaar, 2 de setembre de 2016) va ser un ciclista belga, que fou professional entre 1978 i 1985. Problemes de salut l'obligarena a retirar-se el 1985. Durant la seva carrera professional aconseguí 67 victòries, destacant 4 etapes del Tour de França, la París-Tours de 1980 i la Fletxa Valona de 1981. El 1976 va prendre part en els Jocs de Mont-real.

## Palmarès
- 1976
  - Campió de Bèlgica militar en ruta
- 1977
  - Campió de Bèlgica Amateur
  - 1r de la Ruban Granitier Breton
  - 1r de la Volta a Düren
  - Vencedor d'una etapa a la Volta a Limburg amateur
- 1978
  - 1r al Kampioenschap van Vlaanderen
  - 1r al Grote Prijs Stad Zottegem
  - 1r al Circuit d'Hainaut
  - 1r a la Volta a la Província de Lieja i vencedor de 3 etapes
  - Vencedor de 2 etapes a la Volta a Limburg amateur
- 1979
  - 1r a la Volta a Bèlgica i vencedor d'una etapa
  - 1r als Quatre Dies de Dunkerque i vencedor d'una etapa
  - 1r al Rund um den Henninger-Turm
  - 1r a la Brabantse Pijl
  - 1r a la Grote Scheldeprijs
  - 1r a l'Omloop van het Leiedal
  - 1r a l'Omloop van Oost-Vlaanderen
- 1980
  - 1r a la París-Tours
  - 1r a la Volta a Andalusia i vencedor de 2 etapes
  - 1r a la Volta a Limburg
  - 1r als Boucles de l'Aulne
  - Vencedor de 6 etapes de la Volta a Suïssa
  - Vencedor d'una etapa de la Volta a Bèlgica
- 1981
  - 1r a la Fletxa Valona
  - 1r al Gran Premi d'Antibes
  - 1r del Premi d'Heist-op-den-Berg
  - Vencedor de 3 etapes de la Setmana Catalana
  - Vencedor de 2 etapes del Tour de França
  - Vencedor d'una etapa del Gran Premi del Midi Libre
  - Vencedor d'una etapa de la Volta a Bèlgica
  - Vencedor d'una etapa del Tour de l'Aude
- 1982
  - 1r al Gran Premi Eddy Merckx
  - Vencedor de 2 etapes del Tour de França
  - Vencedor de 2 etapes del Tour Midi-Pyrénées
  - Vencedor d'una etapa dels Quatre Dies de Dunkerque
  - Vencedor d'una etapa dels Tres Dies de La Panne

### Resultats al Tour de França
- 1981. Abandona (21a etapa). Vencedor de 2 etapes
- 1982. 7è de la classificació general. Vencedor de 2 etapes
- 1983. Abandona (17a etapa)

### Resultats al Giro d'Itàlia
- 1984. 71è de la classificació general